# Comté de Pontiac
Pour les articles homonymes, voir Pontiac.
Le comté de Pontiac était un comté municipal du Québec ayant existé entre 1855 et 1er janvier 1983. 
Le territoire qu'il couvrait est aujourd'hui compris dans la région administrative de l'Outaouais et correspond à la l'actuelle municipalité régionale de comté (MRC) de Pontiac et à une partie de la MRC des Collines-de-l'Outaouais. Son chef-lieu a été la municipalité de Bryson jusqu'en 1916, puis la municipalité de Campbell's Bay.
En 1970, la création de la Communauté régionale de l'Outaouais a soustrait du territoire du comté les municipalités de Eardley, Onslow, Onslow-Partie-Sud et Quyon.

## Municipalités situées dans le comté
| Nom                              | Origine et évolution durant l'existence du comté | Changements survenus après la disparation du comté | Références |
| -------------------------------- | --- | -------------------------------------------------- | ---------- |
| Aldfield                         | créé en 1878; regroupé avec Sainte-Cécile-de-Masham, Masham-Nord, Wakefield (municipalité de canton) et Wakefield (municipalité de village) en 1975 pour former La Pêche |                                                    | [ 4 ]      |
| Alleyn-et-Cawood                 | créé en 1877 |                                                    | [ 5 ]      |
| Bristol                          | créé en 1855 |                                                    | [ 6 ]      |
| Bryson                           | détaché de Litchfield en 1873 |                                                    | [ 7 ]      |
| Campbell's Bay                   | détaché de Litchfield en 1904 |                                                    | [ 3 ]      |
| Chapeau                          | détaché de L'Île-aux-Allumettes en 1874 | fusionné à L'Isle-aux-Allumettes en 1998           | [ 8 ]      |
| Chichester                       | créé en 1857 |                                                    | [ 9 ]      |
| Clarendon                        | créé en 1855 |                                                    | [ 10 ]     |
| Dorion                           | créé en 1906 | renommé Cayamant en 1988                           | [ 11 ]     |
| Eardley                          | créé en 1855; regroupé avec Onslow, Onslow-Partie-Sud et Quyon pour former Pontiac en 1975                                                                               |                                                    | [ 12 ]     |
| Fort-Coulonge                    | détaché de Mansfield-et-Pontefract en 1888 |                                                    | [ 13 ]     |
| Leslie-Clapham-et-Huddersfield   | créé en 1876 | renommé Otter Lake en 2004                         | [ 14 ]     |
| Grand-Calumet                    | créé en 1855 | renommé L'Île-du-Grand-Calumet en 2003             | [ 15 ]     |
| L'Île-aux-Allumettes             | créé en 1855 | renommé L'Isle-aux-Allumettes en 1987              | [ 8 ]      |
| L'Île-aux-Allumettes-Partie-Est  | détaché de L'Île-aux-Allumettes en 1874 | fusionné à L'Isle-aux-Allumettes en 1998           | [ 8 ]      |
| Litchfield                       | créé en 1855 |                                                    | [ 16 ]     |
| Mansfield-et-Pontefract          | créé en 1855 sous le nom de Mansfield; renommé Mansfield-et-Pontefract en 1868                                                                                           |                                                    | [ 17 ]     |
| Onslow                           | créé en 1855; regroupé avec Eardley, Onslow-Partie-Sud et Quyon pour former Pontiac en 1975                                                                              |                                                    | [ 12 ]     |
| Onslow-Partie-Sud                | détaché de Onslow en 1876; regroupé avec Eardley, Onslow et Quyon pour former Pontiac en 1975                                                                            |                                                    | [ 12 ]     |
| Portage-du-Fort                  | détaché de Litchfield en 1863 |                                                    | [ 18 ]     |
| Quyon                            | détaché de Onslow en 1875; regroupé avec Eardley, Onslow et Onslow-Partie-Sud pour former Pontiac en 1975                                                                |                                                    | [ 12 ]     |
| Rapides-des-Joachims             | détaché de Sheen en 1955 |                                                    | [ 19 ]     |
| Shawville                        | détaché de Clarendon en 1874 |                                                    | [ 20 ]     |
| Sheen-Esher-Aberdeen-et-Malakoff | créé en 1855 | renommé Sheenboro en 2003                          | [ 21 ]     |
| Thorne                           | créé en 1877 |                                                    | [ 22 ]     |
| Waltham-et-Bryson                | créé en 1859 sous le nom de Waltham; renommé Waltham-et-Bryson en 1869                                                                                                   | renommé Waltham en 1997                            | [ 23 ]     |

## Formation
Le comté de Pontiac comprenait lors de sa formation les cantons d'Onslow, Bristol, Clarendon, Litchfield, Thorne, Aldfield, Mansfield, Waltham, Chichester, Sheen, Esher, Aberdeen, Hastings, Aberford, Kirkaby, Labouchère, Gladstone, Graham, Cawood, Leslie, Stanhope, Clapham, Huddersfield et Pontefract .